# Brain-derived neurotrophic factor
Brain-derived neurotrophic factor (BDNF) är ett signalprotein tillhörande gruppen neurotrofiner som agerar som nervtillväxtfaktorer i det centrala nervsystemet och var den andra faktorn som upptäcktes i denna grupp, efter nervtillväxtfaktor (neural growth factor). 
I det perifera och centrala nervsystemet stimulerar BDNF till ökad nervcellsöverlevnad, tillväxt och differentiering av både nervceller och synapser. Tidigare har man trott att nya nervceller inte uppstår men relativt ny forskning visar att neuron nybildas i den mänskliga hjärnans subventrikulära zon och i hippocampus subgranulära zon, ett fenomen som kallas för neurogenes. Detta tros ha intima kopplingar till kognitiva funktioner så som minne och inlärning och spela roll i depression. BDNF är en av de mest aktiva faktorerna i stimuleringen och kontrollen av neurogenes.

## BDNF och fysisk aktivitet
Studier av råttor visar att fysisk aktivitet ökar nivåerna av BDNF i hippocampus och hjärnbarken vilket kan förklara varför frivillig motion hos människor leder till ökad nybildning av nervceller, inlärning och nervcellsöverlevnad. Denna nybildning av nervceller tros också bidra till ökad synapsbildning i hippocampus vilket skulle kunna förklara ökade kognitiva funktioner så som minne och inlärning till följd av fysisk aktivitet.